# Presidenti del Senato (Romania)
Questo elenco comprende i presidenti del Senato della Romania e delle sue precedenti entità politiche, a partire dal 1864.

## Storia
In Romania una camera alta fu istituita per la prima volta nel 1864 con il nome di "Corp ponderator". La costituzione del 1866, che ne modificò il nome in "Senato", ne cambiò profondamente le funzioni, con una struttura che fu in generale mantenuta fino al 1940, alla proclamazione della dittatura militare di Ion Antonescu che sospese le attività parlamentari. Nel 1946 il regime comunista instaurò un parlamento monocamerale, che soppresse la camera alta. Il Senato fu nuovamente istituito nel 1990, in seguito alla rivoluzione romena del 1989, che rovesciò la dittatura di Nicolae Ceaușescu.

## Presidenti delCorp ponderator(1864-1866)
| Nº | Presidente (Nascita-Morte) | Presidente (Nascita-Morte) | Presidente (Nascita-Morte) | Partito | Mandato         | Mandato       |
| Nº | Presidente (Nascita-Morte) | Presidente (Nascita-Morte) | Presidente (Nascita-Morte) | Partito | Inizio          | Fine          |
| -- | -------------------------- | -------------------------- | -------------------------- | ------- | --------------- | ------------- |
| 1º |                            |                            | Nifon Rusailă (1789-1875)  | -       | 6 dicembre 1864 | 1 giugno 1866 |

## Presidenti del Senato del Principato e del Regno di Romania (1866-1940)
| Nº  | Presidente (Nascita-Morte) | Presidente (Nascita-Morte) | Presidente (Nascita-Morte)               | Partito                       | Mandato          | Mandato          |
| Nº  | Presidente (Nascita-Morte) | Presidente (Nascita-Morte) | Presidente (Nascita-Morte)               | Partito                       | Inizio           | Fine             |
| --- | -------------------------- | -------------------------- | ---------------------------------------- | ----------------------------- | ---------------- | ---------------- |
| 1º  |                            |                            | Nifon Rusailă (1789-1875)                | -                             | 1 giugno 1866    | 6 giugno 1868    |
| 2º  |                            |                            | Ștefan Golescu (1809-1874)               | Liberale Radicale             | 6 settembre 1868 | 15 novembre 1868 |
| 3º  |                            |                            | Nicolae Golescu (1810-1878)              | Liberale Radicale             | 18 novembre 1868 | 9 luglio 1869    |
| 4º  |                            |                            | Alexandru Plagino (1821-1894)            | Conservatore Moderato         | 2 settembre 1869 | 4 marzo 1871     |
| 5º  |                            |                            | Nifon Rusailă (1789-1875)                | -                             | 4 marzo 1871     | 5 maggio 1875    |
| 6º  |                            |                            | Calinic Miclescu (1822-1886)             | -                             | 9 giugno 1875    | 25 marzo 1879    |
| 7º  |                            |                            | Constantin Bosianu (1815-1882)           | Partito Nazionale Liberale    | 29 maggio 1879   | 15 novembre 1879 |
| 8º  |                            |                            | Dimitrie Ghica (1816-1897)               | Partito Conservatore          | 17 novembre 1879 | 8 settembre 1888 |
| 9º  |                            |                            | Ion Emanuel Florescu (1819-1893)         | Partito Conservatore          | 4 novembre 1888  | 7 dicembre 1889  |
| 10º |                            |                            | Nicolae Crețulescu (1812-1900)           | Partito Conservatore          | 13 dicembre 1889 | 9 giugno 1890    |
| 11º |                            |                            | Ion Emanuel Florescu (1819-1893)         | Partito Conservatore          | 17 novembre 1890 | 21 febbraio 1891 |
| 12º |                            |                            | Constantin Boerescu (1836-1908)          | Partito Conservatore          | 1 marzo 1891     | 11 dicembre 1891 |
| 13º |                            |                            | Gheorghe Grigore Cantacuzino (1833-1913) | Partito Conservatore          | 25 febbraio 1892 | 24 ottobre 1895  |
| 14º |                            |                            | Dimitrie Ghica (1816-1897)               | Partito Conservatore          | 9 dicembre 1895  | 15 febbraio 1897 |
| 15º |                            |                            | Dimitrie Sturdza-Miclăușanu (1833-1914)  | Partito Nazionale Liberale    | 20 febbraio 1897 | 31 marzo 1897    |
| 16º |                            |                            | Eugeniu Stătescu (1836-1905)             | Partito Nazionale Liberale    | 31 marzo 1897    | 18 novembre 1897 |
| 17º |                            |                            | Nicolae Gane (1838-1916)                 | Partito Nazionale Liberale    | 18 novembre 1897 | 21 aprile 1899   |
| 18º |                            |                            | Constantin Boerescu (1836-1908)          | Partito Conservatore          | 13 giugno 1899   | 14 febbraio 1901 |
| 19º |                            |                            | Eugeniu Stătescu (1836-1905)             | Partito Nazionale Liberale    | 24 marzo 1901    | 15 novembre 1902 |
| 20º |                            |                            | Petre S. Aurelian (1833-1909)            | Partito Nazionale Liberale    | 16 novembre 1902 | 23 dicembre 1904 |
| 21º |                            |                            | Constantin Boerescu (1836-1908)          | Partito Conservatore          | 25 febbraio 1905 | 26 aprile 1907   |
| 22º |                            |                            | Petre S. Aurelian (1833-1909)            | Partito Nazionale Liberale    | 9 giugno 1907    | 24 gennaio 1909  |
| 23º |                            |                            | Constantin Budișteanu (1838-1911)        | Partito Nazionale Liberale    | 28 gennaio 1909  | 10 gennaio 1911  |
| 24º |                            |                            | Gheorghe Grigore Cantacuzino (1833-1913) | Partito Conservatore          | 10 marzo 1911    | 23 marzo 1913    |
| 25º |                            |                            | Theodor Rosetti (1837-1932)              | Partito Conservatore          | 27 marzo 1913    | 3 luglio 1913    |
| 26º |                            |                            | Ioan Lahovary (1844-1915)                | Partito Conservatore          | 3 luglio 1913    | 11 gennaio 1914  |
| 27º |                            |                            | Basile M. Missir (1843-1929)             | Partito Nazionale Liberale    | 21 febbraio 1914 | 9 dicembre 1916  |
| 28º |                            |                            | Emanuel Porumbaru (1845-1921)            | Partito Nazionale Liberale    | 9 dicembre 1916  | 25 aprile 1918   |
| 29º |                            |                            | Dimitrie Dobrescu (1852-1934)            | Partito Conservatore          | 4 giugno 1918    | 5 novembre 1918  |
| 30º |                            |                            | Paul Bujor (1852-1934)                   | Partito Contadino             | 28 novembre 1919 | 26 marzo 1920    |
| 31º |                            |                            | Constantin Coandă (1857-1932)            | Partito del Popolo            | 22 giugno 1920   | 22 gennaio 1922  |
| 32º |                            |                            | Mihail Pherekyde (1842-1926)             | Partito Nazionale Liberale    | 31 marzo 1922    | 24 gennaio 1926  |
| 33º |                            |                            | Constantin I. Nicolaescu (1861-1945)     | Partito Nazionale Liberale    | 3 febbraio 1926  | 27 marzo 1926    |
| 34º |                            |                            | Constantin Coandă (1857-1932)            | Partito del Popolo            | 18 luglio 1926   | 5 giugno 1927    |
| 35º |                            |                            | Constantin I. Nicolaescu (1861-1945)     | Partito Nazionale Liberale    | 18 luglio 1927   | 10 novembre 1928 |
| 36º |                            |                            | Traian Bratu (1875-1940)                 | Partito Nazionale Contadino   | 23 dicembre 1928 | 30 aprile 1931   |
| 37º |                            |                            | Mihail Sadoveanu (1880-1961)             | Indipendente                  | 18 giugno 1931   | 10 giugno 1932   |
| 38º |                            |                            | Neculai Costăchescu (1876-1939)          | Partito Nazionale Contadino   | 4 agosto 1932    | 18 novembre 1933 |
| 39º |                            |                            | Leonte Moldovan (1865-1943)              | Partito Nazionale Liberale    | 10 febbraio 1934 | 15 novembre 1935 |
| 40º |                            |                            | Constantin Dimitriu-Dovlecel (1872-1945) | Partito Nazionale Liberale    | 15 novembre 1935 | 15 novembre 1936 |
| 41º |                            |                            | Alexandru Lapedatu (1876-1950)           | Partito Nazionale Liberale    | 16 novembre 1936 | 20 marzo 1937    |
| 42º |                            |                            | Nicolae Iorga (1871-1940)                | Indipendente                  | 9 giugno 1939    | 13 giugno 1939   |
| 43º |                            |                            | Constantin Argetoianu (1871-1955)        | Fronte di Rinascita Nazionale | 15 giugno 1939   | 5 settembre 1940 |

## Presidenti del Senato della Romania (1990 - oggi)
| Nº    | Presidente (Nascita-Morte) | Presidente (Nascita-Morte) | Presidente (Nascita-Morte)               | Partito                                                                              | Mandato          | Mandato           | Leg.              |
| Nº    | Presidente (Nascita-Morte) | Presidente (Nascita-Morte) | Presidente (Nascita-Morte)               | Partito                                                                              | Inizio           | Fine              | Leg.              |
| ----- | -------------------------- | -------------------------- | ---------------------------------------- | ------------------------------------------------------------------------------------ | ---------------- | ----------------- | ----------------- |
| 1º    |                            |                            | Alexandru Bârlădeanu (1911-1997)         | Fronte di Salvezza Nazionale                                                         | 18 giugno 1990   | 16 ottobre 1992   | I (1990)          |
| 2º    |                            |                            | Oliviu Gherman (1930-2020)               | Fronte Democratico di Salvezza Nazionale Partito della Democrazia Sociale di Romania | 22 ottobre 1992  | 22 novembre 1996  | II (1992)         |
| 3º    |                            |                            | Petre Roman (1946-)                      | Partito Democratico                                                                  | 27 novembre 1996 | 4 febbraio 2000   | III (1996)        |
| 4º    |                            |                            | Mircea Ionescu-Quintus (1917-2017)       | Partito Nazionale Liberale                                                           | 4 febbraio 2000  | 30 novembre 2000  | III (1996)        |
| 5º    |                            |                            | Nicolae Văcăroiu (1943-)                 | Partito della Democrazia Sociale di Romania Partito Social Democratico               | 15 dicembre 2000 | 30 novembre 2004  | IV (2000)         |
| 5º    | 19 dicembre 2004           | 14 ottobre 2008            | Nicolae Văcăroiu (1943-)                 | Partito della Democrazia Sociale di Romania Partito Social Democratico               | V (2004)         |                   |                   |
| -     |                            |                            | Doru Ioan Tărăcilă (ad interim) (1951-)  | Partito Social Democratico                                                           | V (2004)         | 14 ottobre 2008   | 28 ottobre 2008   |
| 6º    |                            |                            | Ilie Sârbu (1951-)                       | Partito Social Democratico                                                           | V (2004)         | 28 ottobre 2008   | 13 dicembre 2008  |
| 7º    |                            |                            | Mircea Geoană (1958-)                    | Partito Social Democratico                                                           | 19 dicembre 2008 | 23 novembre 2011  | VI (2008)         |
| -     |                            |                            | Petru Filip (ad interim) (1955-)         | Partito Democratico Liberale                                                         | 23 novembre 2011 | 28 novembre 2011  | VI (2008)         |
| 8º    |                            |                            | Vasile Blaga (1956-)                     | Partito Democratico Liberale                                                         | 28 novembre 2011 | 3 luglio 2012     | VI (2008)         |
| 9º    |                            |                            | Crin Antonescu (1959-)                   | Partito Nazionale Liberale                                                           | 3 luglio 2012    | 19 dicembre 2012  | VI (2008)         |
| 9º    | 19 dicembre 2012           | 4 marzo 2014               | Crin Antonescu (1959-)                   | Partito Nazionale Liberale                                                           | VII (2012)       |                   |                   |
| -     |                            |                            | Cristian Dumitrescu (ad interim) (1955-) | Partito Social Democratico                                                           | VII (2012)       | 4 marzo 2014      | 10 marzo 2014     |
| 10º   |                            |                            | Călin Popescu Tăriceanu (1952-)          | Partito Liberale Riformatore Alleanza dei Liberali e dei Democratici                 | VII (2012)       | 10 marzo 2014     | 21 dicembre 2016  |
| 10º   | 21 dicembre 2016           | 2 settembre 2019           | Călin Popescu Tăriceanu (1952-)          | Partito Liberale Riformatore Alleanza dei Liberali e dei Democratici                 | VIII (2016)      |                   |                   |
| -     |                            |                            | Șerban Valeca (ad interim) (1956-)       | Partito Social Democratico                                                           | VIII (2016)      | 2 settembre 2019  | 10 settembre 2019 |
| 11º   |                            |                            | Teodor Meleșcanu (1941-)                 | Alleanza dei Liberali e dei Democratici Indipendente                                 | VIII (2016)      | 10 settembre 2019 | 3 febbraio 2020   |
| -     |                            |                            | Titus Corlățean (ad interim) (1968-)     | Partito Social Democratico                                                           | VIII (2016)      | 4 febbraio 2020   | 9 aprile 2020     |
| -     |                            |                            | Robert Cazanciuc (ad interim) (1971-)    | Partito Social Democratico                                                           | VIII (2016)      | 9 aprile 2020     | 21 dicembre 2020  |
| 12º   |                            |                            | Anca Dragu (1972-)                       | Unione Salvate la Romania                                                            | 21 dicembre 2020 | 23 novembre 2021  | IX (2020)         |
| 13º   |                            |                            | Florin Cîțu (1972- )                     | Partito Nazionale Liberale                                                           | 23 novembre 2021 | 29 giugno 2022    | IX (2020)         |
| -     |                            |                            | Alina Gorghiu (ad interim) (1978-)       | Partito Nazionale Liberale                                                           | 29 giugno 2022   | 13 giugno 2023    | IX (2020)         |
| 14º   |                            |                            | Nicolae Ciucă (1967- )                   | Partito Nazionale Liberale                                                           | 13 giugno 2023   | 23 dicembre 2024  | IX (2020)         |
| 15º   |                            |                            | Ilie Bolojan (1969- )                    | Partito Nazionale Liberale                                                           | 23 dicembre 2024 | 12 febbraio 2025  | X (2024)          |
| -     |                            |                            | Mircea Abrudean (f.f.) (1984- )          | Partito Nazionale Liberale                                                           | 12 febbraio 2025 | 26 maggio 2025    | X (2024)          |
| (15º) |                            |                            | Ilie Bolojan (1969- )                    | Partito Nazionale Liberale                                                           | 26 maggio 2025   | 23 giugno 2025    | X (2024)          |
| -     |                            |                            | Mircea Abrudean (1984- )                 | Partito Nazionale Liberale                                                           | 23 giugno 2025   | in carica         | X (2024)          |